# Spigelia trispicata
Spigelia trispicata är en tvåhjärtbladig växtart som beskrevs av H. Hurley och K.R. Gould. Spigelia trispicata ingår i släktet Spigelia och familjen Loganiaceae. Inga underarter finns listade i Catalogue of Life.